# IC 1000
IC 1000 је лентикуларна галаксија у сазвјежђу Волар која се налази на листи објеката дубоког неба у Индекс каталогу.
Деклинација објекта је + 17° 51' 18" а ректасцензија 14h 19m 40,2s. Привидна величина (магнитуда) објекта IC 1000 износи 13,3 а фотографска магнитуда 14,3. IC 1000 је још познат и под ознакама UGC 9170, MCG 3-37-3, CGCG 104-4, NPM1G +18.0405, PGC 51201.